# Kozí hřbet (Lužické hory)

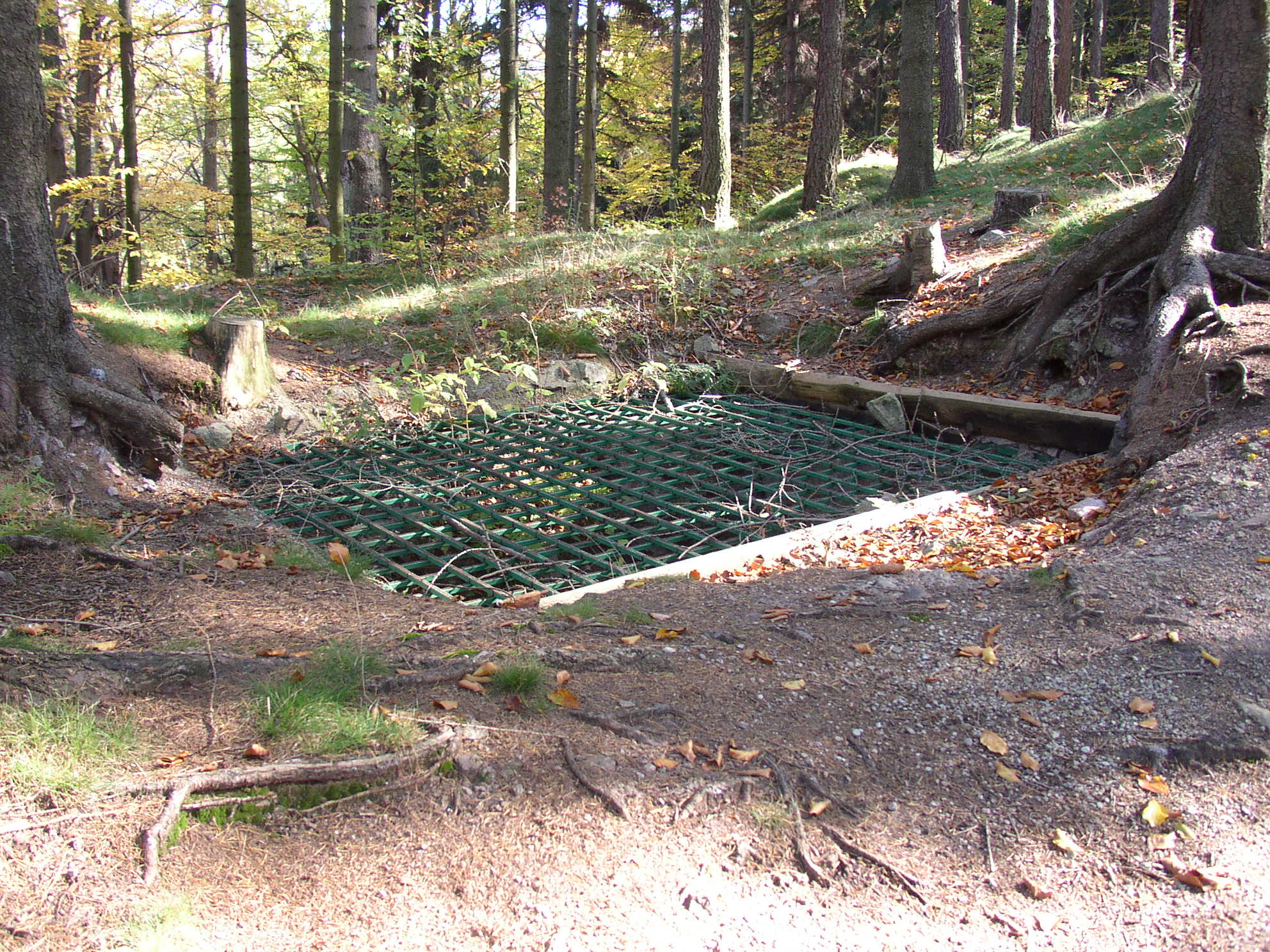
Šachta na Kozím hřbetu

Kozí hřbet je závěr rozsochy vybíhající z Pěnkavčího vrchu v Lužických horách v nejsevernější části České republiky, v okrese Děčín. Vybíhá přes Čertovu pláň k severozápadu, jde o úzký žulový hřbítek (592 m) mezi údolím Lesenského potoka a Milířky. Na vrcholu je
řídký porost statných buků a občasné paseky umožňující dílčí výhledy. Kozím hřbetem prochází linie lužického přesmyku, podél něhož došlo k vyzdvihnutí starší žuly a k jejímu styku s pískovcem.
Na hřebenu je těžní jáma, zbytek středověkého dolování stříbra.
Po hřebeni vede hornická naučná stezka Údolím Milířky.